# Социальные изменения
Социальные изменения, также культурные изменения — перемены, происходящие в течение некоторого времени внутри социальных систем и во взаимоотношениях между ними, или в обществе в целом. Различают четыре вида социальных изменений: структурные, процессуальные, функциональные и изменения в духовной сфере.

## Социологическое понятие
Социальные изменения — одно из наиболее общих и широких социологических понятий. В зависимости от исследовательской парадигмы, под социальным изменением понимается переход социального объекта из одного состояния в другое, смена общественно-экономической формации, существенная модификация в социальной организации общества, его институтах и социальной структуре, изменение установленных социальных образцов поведения, обновление и рост многообразия институциональных форм и др.
Проблема социальных изменений изначально стала одной из отправных точек возникновения и развития социологии как науки. Именно вокруг отношения к данной проблеме уже в середине XIX века сложилось противостояние двух основных линий в социологической теории — эволюционной и конфликтологической
Само понятие фиксирует факт сдвига, изменения в широком смысле слова. Социальные изменения происходят на уровне межличностных отношений, а также на уровне организаций и институтов, малых и больших социальных групп, на местном, социетальном и глобальном уровнях.

## Типы социальных изменений
Социология анализирует различные типы социальных изменений: эволюционные и революционные, краткосрочные и долгосрочные, организованные и стихийные, насильственные и добровольные, осознанные и неосознанные, а также изменения на уровне индивида, группы, организации, института, общества и др. Среди многих макросоциологических теорий социальных изменений различают три группы:
- социокультурные (изменения в социокультурной сфере — мировоззрении, религии, системах ценностей, менталитете социальных групп, обществ и эпох.)
- индустриально-технологические (интерпретируют социальные изменения как производные от изменений в технологии материального производства.)
- социально-экономические (изменения в экономическом развитии, точнее — взаимодействие производительных сил и производственных отношений.)

## Направленность изменений
В зависимости от направленности, которую приобретают изменения, выделяют прогресс, регресс и застой.
Прогресс — это процесс социальных изменений, имеющий своим результатом усложнение внутренней структуры социальной системы и повышение уровня её организации. Концепция социального прогресса является продуктом эпохи европейского Просвещения (XVII—XVIII веков), наиболее выдающиеся представители которого (Вольтер, Гердер, Дидро и др.) верили в созидательную силу человеческого разума и его способность преобразовать общество на началах гуманности.
Регресс — социальные изменения в системе, сопровождающиеся понижением уровня организации, постепенной деградацией и распадом образующих её структур. Пример: декадентство.
Пример застоя — в СССР.